# Mleczaj świerkowy

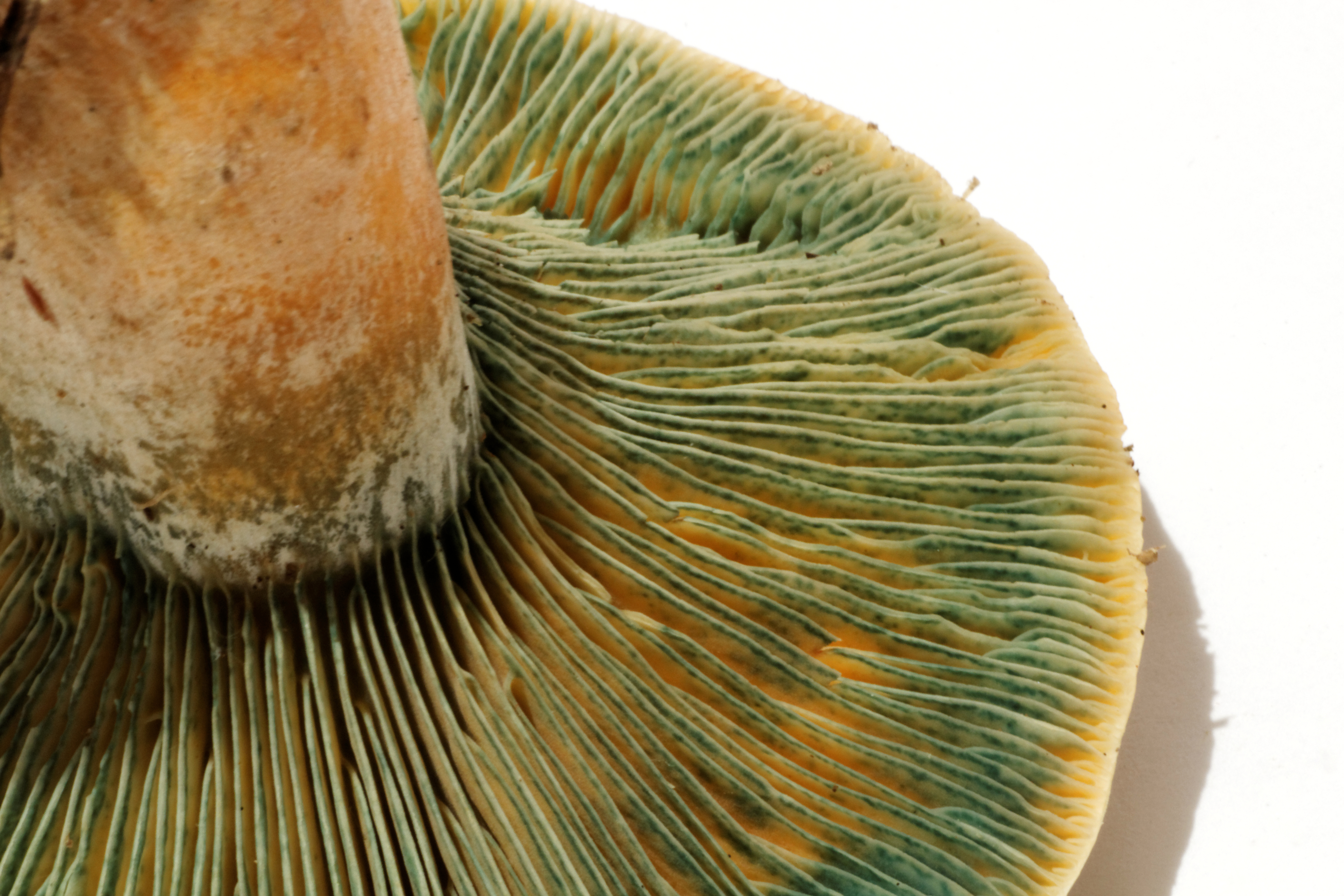
Uciśnięte blaszki zielenieją

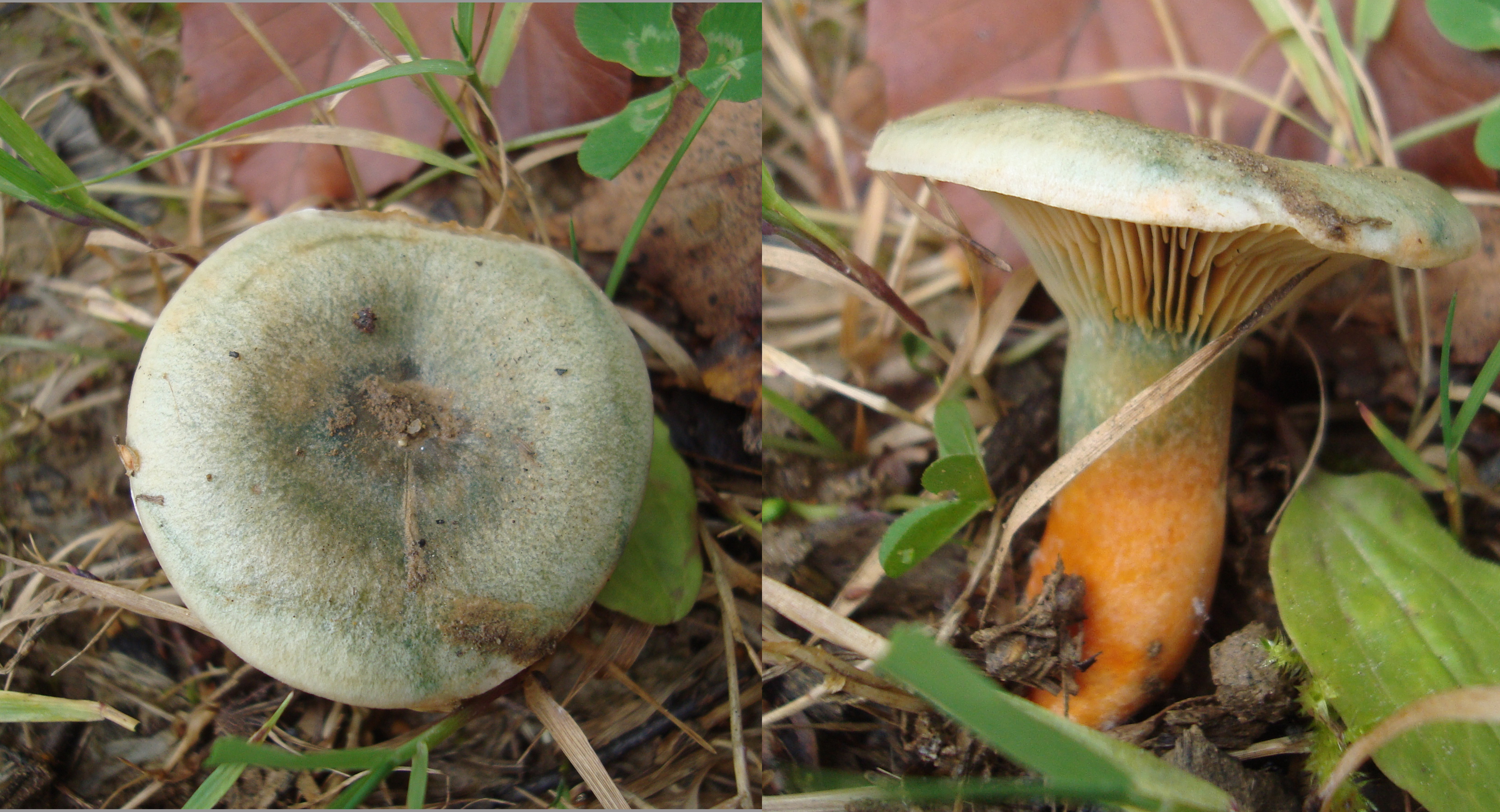

Mleczaj świerkowy (Lactarius deterrimus Gröger) – gatunek grzybów należący do rodziny gołąbkowatych (Russulaceae).

## Systematyka i nazewnictwo
Pozycja w klasyfikacji według Index Fungorum: Lactarius, Russulaceae, Russulales, Incertae sedis, Agaricomycetes, Agaricomycotina, Basidiomycota, Fungi.
Synonim naukowy: Lactarius deliciosus var. deterrimus (Gröger) Hesler & A.H. Sm.
Nazwę polską podała Alina Skirgiełło w 1998 r. Wcześniej w polskim piśmiennictwie mykologicznym gatunek ten opisywany był jako mleczaj zmienny.
Niektórzy mykolodzy uważają, że Lactarius deterrimus nie jest odrębnym gatunkiem, lecz tylko formą lub odmianą mleczaja rydza (Lactarius deliciosus).

## Morfologia
Kapelusz
Średnica 4–10 cm, u młodych okazów łukowaty, potem płaski z wklęsłym środkiem, u starych okazów lejkowaty. Brzeg długo pozostaje podwinięty. Kolor czerwonawopomarańczowy. W czasie wilgotnej pogody skórka śliska, w czasie suchej błyszcząco oszroniona. Na kapeluszu koncentryczne, ciemniejsze prążki, czasami słabo widoczne. Po przymrozkach kapelusz zielenieje
Blaszki
Czerwonopomarańczowe, kruche, dość gęste i nieco zbiegające po trzonie. Uszkodzone zielenieją.
Trzon
Wysokość 3–7 cm, grubość 1–2,5 cm, walcowaty, twardy. Początkowo jest pełny, ale szybko staje się pusty. Kolor czerwonopomarańczowy, zielonoplamisty. Na trzonie brak jamek.
Miąższ
Jest kremowy, ale mleczko wybarwia go na pomarańczowo. Pod skórką kapelusza bywa silnie szaroniebieski. Ma przyjemny, owocowy zapach i ostry smak, starsze okazy jednak są łagodne w smaku.
Mleczko
Wypływa dość obficie. Jest pomarańczowe i długo nie zmienia barwy na powietrzu, dopiero po około 15 min staje się winnoczerwone.
Cechy mikroskopowe
Wysyp zarodników jasno-ochrowy. Zarodniki owalne o rozmiarach 8–10 × 7–8 μm. Na powierzchni posiadają niskie brodawki połączone nieregularną siateczką. Podstawki mają rozmiar 36–45 × 8–9 μm. Nielicznie występują wąskowrzecionowate cheilocystydy o rozmiarze 30–40 × 3–6 μm.
Gatunki podobne
Istnieje kilka gatunków podobnych mleczajów. Dla grzybiarzy pomylenie ich nie jest zbyt istotne, gdyż wszystkie są jadalne.
- mleczaj rydz (Lactarius deliciosus). Ma bardziej wyraziste prążki na kapeluszu i rośnie pod sosnami. Zielenieje tylko po uszkodzeniu[5]
- mleczaj jodłowy, m. późnojesienny (Lactarius salmonicolor). Ma pomarańczowy sok nie zmieniający barwy i kapelusz bez śladu zielonkawego zabarwienia. Rośnie pod jodłami[7].
- mleczaj modrzewiowy (Lactarius porninsis). Ma mlecznobiały sok i rośnie tylko pod modrzewiami[7].
- mleczaj czerwieniejący (Lactarius sanguifluus). Sok winnoczerwony, kapelusz z domieszką zielonej barwy[7].

## Występowanie i siedlisko
W Europie Środkowej jest pospolity. W Polsce również jest dość częsty.
Występuje w lasach iglastych i mieszanych. Rośnie wyłącznie pod świerkami, stąd też dużo częstszy jest w górach i w okolicach podgórskich, gdzie występują lasy świerkowe. Występuje na różnych glebach. W Ameryce Północnej występuje także pod takimi drzewami, jak sosna, jedlica i jodła.

## Znaczenie
Grzyb mykoryzowy. Jadalny, jednak ma gorszy smak niż mleczaj rydz. Nadaje się do bezpośredniego spożycia. Można go przez krótki czas podsmażać, nie nadaje się jednak do duszenia. Nie nadaje się też do mrożenia, gdyż po rozmrożeniu gorzknieje. Nie warto go również suszyć, gdyż podobnie, jak inne mleczaje po wysuszeniu staje się łykowaty. Nadaje się natomiast do marynowania w occie lub oleju.
Jest często atakowany przez pasożytniczego grzyba Hypomyces lateritius, powodującego pleśnienie i niedorozwój jego blaszek oraz stwardnienie miąższu. Porażone przez tego grzyba owocniki rydzów są niejadalne.